# 3052 Herzen
3052 Herzen è un asteroide della fascia principale del diametro medio di circa 15,18 km. Scoperto nel 1976, presenta un'orbita caratterizzata da un semiasse maggiore pari a 2,3745982 UA e da un'eccentricità di 0,1825053, inclinata di 3,90102° rispetto all'eclittica.